# Калинові острови
«Калинові острови» —  щорічний всеукраїнський фестиваль телевізійних і радіопрограм, започаткований Державним комітетом телебачення і радіомовлення України у 1996 році. 
Фестиваль є підсумком річної роботи працівників обласних державних телерадіокомпаній.

## Фестивалі за роками
В жовтні 2011 XVI фестиваль проходив у смт. Східниця, відкриття фестивалю — в СПА-готелі «Респект».
З 18 по 19 жовтня 2013 XVIII фестиваль проходив на базі Дніпропетровської ОДТРК, відкриття — в селищі Петриківка.